# Atmosphère inerte
Une atmosphère inerte est une atmosphère qui ne réagit pas avec le processus considéré. Elle est de nature différente selon les différents domaines, mais il s'agit le plus souvent d'air débarrassé de son oxygène (c'est-à-dire principalement de l'azote), l'oxygène étant l'espèce la plus réactive (ici, oxydante). 
En chimie, l'azote réagit peu avec la plupart des produits. Il peut également être déshydraté lorsque la réaction doit se dérouler en l'absence d'eau. Dans ce dernier cas, ou lorsque les réactifs sont susceptibles de réagir malgré tout avec l'azote, l'argon, plus inerte et plus facile à sécher, est utilisé, bien que plus cher. 
Dans le domaine électrique, les opérations à préserver de tout effet de l'atmosphère se déroulent dans du SF6 (hexafluorure de soufre), un gaz plus lourd que l'air qui a l'avantage d'avoir une tension de claquage supérieure à l'air, limitant les risques de décharges. 
Dans l'alimentaire, on parle plus souvent atmosphère protectrice, à la composition réglementée. 